# Westeuropaliga 2019/2020 (Dressurreiten)
Die Westeuropaliga des FEI-Dressurweltcups 2019/2020 (FEI Dressage World Cup™  2019–2020, Western European League) war die 35. Saison der west- und mitteleuropäischen Liga des FEI-Weltcups der Dressurreiter. Der Weltcup gilt im Bereich der Westeuropaliga als wichtigste Turnierserie in der Hallensaison.

## Ablauf der Turnierserie
Die einzige Änderung im Vergleich zur Vorsaison war die Rückkehr der Göteborg Horse Show als Etappe der Westeuropaliga. Im Frühjahr 2019 war in Göteborg das Weltcupfinale ausgerichtet worden. Damit waren in der Saison 2019/2020 insgesamt elf Etappen vorgesehen.
Alle Turniere der Westeuropaliga waren als CDI ausgeschrieben. Gekennzeichnet wurden sie mit dem Zusatz -W (also CDI-W), um sie als Weltcupturniere kenntlich zu machen. Die erste Wertungsprüfung stand am 20. Oktober 2019 an, der Abschluss der Liga hätte am 15. März 2020 erfolgen sollen. Die Qualifikation für das Weltcupfinale 2020 hätten die besten neun Reiter der Westeuropaliga sowie eventuelle Zusatzteilnehmer („extra competitors“) errungen. „Analytics Sponsor“ des Dressurweltcups war der Softwarehersteller SAP.
Der Modus der Etappen wurde beibehalten: Mit Ausnahme der Etappe von London diente der Grand Prix de Dressage als Einlaufprüfung für die Grand Prix Kür. Eine maximale Anzahl der Teilnehmer des Grand Prix war durch das Weltcupreglement nicht festgelegt. Aus dem Grand Prix waren für die Grand Prix Kür die 15 bestplatzierten Teilnehmer startberechtigt. Ausschließlich die Grand Prix Kür zählte als Wertungsprüfung für die Westeuropaliga.

## Die Prüfungen

### Herning
Das dritte Jahr in Folge fand im Rahmen von World Cup Herning der Auftakt zur Westeuropaliga statt. Austragungsort des Turniers, welches vom 16. bis 20. Oktober 2019 durchgeführt wurde, war die Jyske Bank Boxen in Herning.
Das Vorjahres-Siegerpaar, Daniel Bachmann Andersen und sein Hengst Zack, gingen in der Kür als fünfletztes Paar an den Start. Sie waren die ersten, die die 80-Prozent-Marke überwanden (80,485 Prozent, Platz fünf). Doch waren sie mit diesem Ergebnis nur das zweitbeste dänische Paar. Cathrine Dufour trat gleich als nächste Starterin mit ihrem 9-jährigen Westfalen Bohemian an. Der Wallach hatte bereits im Sommer beim CHIO Aachen überzeugt, als er die CDIO 5*-Kür dort mit über 85 Prozent auf Rang vier abschließen konnte. In Herning konnte sich das Paar nochmals steigern: Die Richter vergaben bereits in der A-Note Wertungen von 81,250 % bis 84,500 %. Ergänzt um die B-Note kam Dufour 88,190 Prozent – ein Ergebnis, das keines der nachfolgenden Paare mehr überbieten konnte.
Eine Steigerung ihrer Leistungen gelang auch Benjamin Werndl und seinem Rappwallach Daily Mirror. Werndl, der 2019 erstmals am Weltcupfinale teilgenommen hatte, erzielte hier ein neues individuelles Grand-Prix-Kür-Bestergebnis. Daily Mirror erhielt unter anderem im starken Schritt Noten bis hin zur 10,0, ihr Endergebnis betrug 84,545 %. Helen Langehanenberg. die als vorletzte Starterin folgte, schloss mit Damsey FRH auf Rang drei ab (83,360 %). Gerade diese Entscheidung war jedoch eng, das letzte Starterpaar kam mit nur 0,040 Prozent weniger auf Rang vier: Severo Jurado Lopez stellte Fiontini vor. Die 9-jährige Stute hatte in den Jahren 2015 bis 2017 die Weltmeisterschaften der jungen Dressurpferde ihrer Altersklasse gewonnen. Für die Stute war die Weltcupetappe erst der zweite internationale Turnierstart auf Grand-Prix-Niveau.
|   | Reiter               | Pferd        | Prozent  | Wertungs- punkte |
| - | -------------------- | ------------ | -------- | ---------------- |
| 1 | Cathrine Dufour      | Bohemian     | 88,190 % | 20               |
| 2 | Benjamin Werndl      | Daily Mirror | 84,545 % | 17               |
| 3 | Helen Langehanenberg | Damsey FRH   | 83,360 % | 15               |

(Plätze eins bis drei von insgesamt 15 Teilnehmern)

### Lyon
Die zweite Etappe der Westeuropaliga des Dressurweltcups wurde in Frankreich durchgeführt, konkret in der Eurexpo in Lyon. Die Dressurprüfungen des Turniers Equita Lyon, welches vom 30. Oktober bis 3. November 2019 ausgetragen wurde, standen bereits am Donnerstag und Freitag auf dem Programm.
In der Einlaufprüfung, dem Grand Prix de Dressage, gewann Charlotte Dujardin mit zwei Prozent Vorsprung vor Isabell Werth und Jessica von Bredow-Werndl. In der Weltcupkür hingegen wurde das Ergebnis völlig durcheinander gewürfelt: Jessica von Bredow-Werndl unterliefen mit ihrer 15-jährigen Stute Zaire-E Fehler in den Traversalen und in den Galoppwechsel-Touren, die ihre A-Note deutlich nach unten drückte, ein Gesamtbewertung von 76,455 Prozent brachte ihr Rang sieben. Deutliche Pluspunkte insbesondere in der B-Note sammelte Frederic Wandres mit dem Hannoveraner Duke of Britain, mit knapp über 80 Prozent reihten die Richter das Paar auf Rang drei ein.
Isabell Werth hatte bei der Auslosung der Startreihenfolge weniger Glück, ihr wurde der erste Startplatz der besten fünf aus dem Grand Prix zugelost. Doch sie nutzte ihre Chance, mit ihrem 13-jährigen Westfalen Emilio sammelte sie 9er- und 10er-Noten für Pirouetten, Piaffe und sämtliche Anforderungen der B-Note, so dass sie ihre Vorjahres-Siegeswertung nochmals um gut drei Prozent steigern konnte. Für Emilio stellten 87,090 Prozent einen neuen Bestwert dar.
Charlotte Dujardins 10-jährige Stute Freestyle, die zum Abschluss der Prüfung an den Start ging, tat sich am Tag der Kür mit der Atmosphäre der Halle von Lyon schwer. Dujardin und Freestyle zeigen eine hochklassige Kür, doch mit 83,925 Prozent lagen sie an diesem Tag deutlich hinter Werth, die damit wie im Vorjahr gewann.
|   | Reiter             | Pferd           | Prozent  | Wertungs- punkte |
| - | ------------------ | --------------- | -------- | ---------------- |
| 1 | Isabell Werth      | Emilio          | 87,090 % | –                |
| 2 | Charlotte Dujardin | Freestyle       | 83,925 % | 20               |
| 3 | Frederic Wandres   | Duke of Britain | 80,015 % | 17               |

(Plätze eins bis drei von insgesamt 14 Teilnehmern)

### Stuttgart
Zwei Etappen führen die Westeuropaliga nach Deutschland, die erste hiervon ist Teil der Stuttgart German Masters. Dieses Turnier fand vom 13. bis 17. November 2019 in der Hanns-Martin-Schleyer-Halle in Stuttgart statt.
Nachdem der Ritt von Judy Reynolds im Grand Prix de Dressage unglücklich verlaufen war, bekam sie für die Weltcupkür am Samstagnachmittag den ersten Startplatz zugelost. Hier konnte sie mit ihrem Wallach Vancouver K an das gewohnte Leistungsniveau anknüpfen und erhielt eine Wertung von 80,755 Prozent. Diese Führung hielt die gesamte erste Hälfte des Starterfeldes an, die Prüfung schloss sie auf dem sechsten Platz ab. Charlotte Fry war die einzige nicht-deutsche Starterin in der zweiten Hälfte des Teilnehmerfeldes. Ohne wirkliche Schwächen mit konstantem Notenniveau kam sie mit ihrem 11-jährigen Wallach Dark Legend auf 78,740 Prozent (Platz acht).
Frederic Wandres erhielt mit Duke of Britain wie bereits in Lyon knapp über 80 Prozent, aufgrund der hohen Leistungsdichte in Stuttgart reichte dies hier jedoch nur zu Rang sieben. Helen Langehanenberg mit Damsey und Dorothee Schneider mit Sammy Davis jr. gingen direkt hintereinander an den Start und wurden von den Richtern auch leistungsmäßig gleichauf bewertet. Für Langehanenberg reichte es knapp zu Rang drei mit 83,735 Prozent, Schneider kam mit 83,395 Prozent auf den vierten Platz. Benjamin Werndl verlor mit Daily Mirror in der Rechtstraversale Punkte, eine ansonsten gelungene Kür brachte ihnen fast 81 Prozent und damit Rang fünf.
Anschließend eröffnete seine Schwester als vorletzte Starterin das Schlussduell: Mit ihrer Stute Dalera konnte Jessica von Bredow-Werndl an ihren Bronzemedaille bei den Europameisterschaften anknüpfen, für eine harmonische und in den Lektionen gelungene Kür erhielt sie eine Wertung von 88,440 Prozent. Letztes Paar waren Isabell Werth und ihre Rappstute Weihegold. Auch dieses Paar zeigten eine Kür auf höchstem Niveau, mit kleinen Fehlern reihte sich Werth mit 87,240 Prozent auf Rang zwei ein.
|   | Reiter                    | Pferd         | Prozent  | Wertungs- punkte |
| - | ------------------------- | ------------- | -------- | ---------------- |
| 1 | Jessica von Bredow-Werndl | TSF Dalera BB | 88,440 % | 20               |
| 2 | Isabell Werth             | Weihegold OLD | 87,240 % | –                |
| 3 | Helen Langehanenberg      | Damsey FRH    | 83,735 % | 17               |

(Plätze eins bis drei von insgesamt 15 Teilnehmern)

### Madrid
Zum zweiten Mal machte die Westeuropaliga Station in der Hauptstadt Spaniens: Die Madrid Horse Week fand vom 28. November bis 1. Dezember 2019 statt. Durchgeführt wurde das Hallenreitturnier in der Feria de Madrid.
Mit einem Preisgeld von 50.000 Euro zählte die Weltcupkür von Madrid zu den höchstdotierten Weltcupetappen. Dass dennoch viele der Topreiter in Madrid fehlten, lag neben dem langen Anreiseweg von Mitteleuropa aus vor allem an der zeitgleich stattfindenden Stockholm Horse Show. Im Rahmen dieses CDI 5*-Turniers wurden beim Top Ten Finale, einer Grand Prix Kür, umgerechnet über 200.000 Euro Preisgeld ausgeschüttet.
Nachdem Beatriz Ferrer-Salat ihr Vorjahres-Siegerpferd, den nun 18-jährigen Delgado, nicht mehr an den Start brachte, war der Vorjahreszweite Claudio Castilla Ruiz der beste spanische Teilnehmer in der Weltcupkür von Madrid. Mit knapp über 80 Prozent sicherte er sich zusammen mit seinem Lusitano-Fuchshengst Alcaide erneut den zweiten Rang. Einzige deutsche Teilnehmerin in der Prüfung war Dorothee Schneider. Zwei Wochen nach Stuttgart brachte sie ihren Rappwallach Sammy Davis jr. an den Start. Das Paar leistete sich einzelne Schwächen, konnte jedoch über die Prüfung hinweg überzeugen. Mit einer Endnote von über 82 Prozent sicherte Schneider sich den Sieg.
|   | Reiter                | Pferd               | Prozent  | Wertungs- punkte |
| - | --------------------- | ------------------- | -------- | ---------------- |
| 1 | Dorothee Schneider    | DSP Sammy Davis jr. | 82,295 % | 20               |
| 2 | Claudio Castilla Ruiz | Alcaide             | 80,230 % | 17               |
| 3 | Hans Peter Minderhoud | Zanardi             | 78,350 % | 15               |

(Plätze eins bis drei von insgesamt 13 Teilnehmern)

### Salzburg
Anfang Dezember stand Österreichs Etappe der Westeuropaliga an: Das Weltcupturnier von Salzburg, die Amadeus Horse Indoors, wurden vom 4. bis 8. Dezember 2019 ausgerichtet. Die Grand Prix Kür in wurde am Abschlusstag ab 11 Uhr in der Salzburgarena durchgeführt.
Die Weltcupkür von Salzburg war mit über 36.000 Euro hoch dotiert, Österreich und Deutschland stellten mit vier bzw. drei Reitern die größten Aufgebote. Das beste österreichische Ergebnis erzielte Victoria Max-Theurer mit dem 11-jährigen Oldenburger Benaglio. Hatten beide in Herning und Stuttgart mit Ergebnissen von um 76 Prozent noch eher mittlere bis hintere Plätze belegt, konnten sie sich beim heimischen Weltcup spürbar steigern. Mit 78,525 Prozent kamen sie auf Rang drei. Knapp dahinter lagen Helen Langehanenberg und Annabelle mit einem Ergebnis von 78,150 Prozent. Die 11-jährige Holsteiner Stute hatte gut ein Jahr zuvor ihren ersten internationalen Grand Prix bestritten, in Salzburg folgte nun der erste Auftritt in der Westeuropaliga.
Benjamin Werndl trat in der Weltcupkür mit Daily Mirror, mit dem er hier ein Jahr zuvor gewonnen hatte, an. Werndl gelang es, sein in Herning erzieltes Bestergebnis nochmals knapp zu übertrumpfen. Doch der Sieg ging, mit gut einem Prozent Vorsprung, wie in Lyon an Isabell Werth und den 13-jährigen Westfalen Emilio.
|   | Reiter               | Pferd        | Prozent  | Wertungs- punkte |
| - | -------------------- | ------------ | -------- | ---------------- |
| 1 | Isabell Werth        | Emilio       | 85,905 % | –                |
| 2 | Benjamin Werndl      | Daily Mirror | 84,705 % | 20               |
| 3 | Victoria Max-Theurer | Benaglio     | 78,525 % | 17               |

(Plätze eins bis drei von insgesamt 13 Teilnehmern)

### London
Die einzige Wertungsprüfung der Westeuropaliga auf den britischen Inseln fand kurz vor den Weihnachtstagen statt: Die Olympia London International Horse Show wurde vom 16. bis 22. Dezember 2019 in der Olympia Grand Hall ausgetragen. Die Dressurprüfungen wurden hierbei gleich an den ersten beiden Turniertagen durchgeführt, die Grand Prix Kür stand am Abend des 17. Dezember auf den Programm.
Großbritannien brachte im Jahr 2019 seine stärksten Paare geschlossen bei der Olympia Horse Show an den Start und dominierte die Prüfung. Am Ende stellten die Briten vier Paare unter dem Top fünf, unter den besten 10 Teilnehmern waren sieben britische Reiter. Ihren ersten Start bei der britischen Weltcupetappe hatte Louise Anne Bell. Die ursprünglich im Huntersport aktive Reiterin begann 2011 mit dem Dressurreiten und hat Großbritannien 2018 und 2019 bereits mehrfach bei Nationenpreisen vertreten. In der Weltcupkür leistete sie sich mit ihrem 13-jährigen Into the Blue keine wirkliche Schwäche, konstant auf 7er- und 8er-Noten-Niveau wurde sie mit 76,060 Prozent bewertet (Platz neun).
Eine Weltcuppremiere war London für Woodstock, einen 13-jährigen Württemberger, den Gareth Hughes ritt. Verpatzte Einerwechsel senkten ihre Note auf 76,900 Prozent. Erstmals über 80 Prozent kam Lara Butler mit ihrem schon 17-jährigen Rubin Al Asad (Rang fünf mit 81,540 Prozent). Den Block der letzten vier Teilnehmerpaare eröffnete Charlotte Dujardin. War sie im Vorjahr hier noch hauchdünn mit einem geliehenen Pferd Zweite geworden, war sie 2019 mit ihrer Stute Freestyle die Favoritin. Nach ihrem frühzeitigen Aus bei den Europameisterschaften konzentriere sich Dujardin in diesem Winter mit Freestyle auf den Weltcup. Nach dem zweiten Platz in Lyon leistete sich das Paar in London keine Schwäche und wurde mit 87,520 Prozent belohnt.
Carl Hester und sein Wallach Delicato (das „Leihpferd“ von Dujardin 2018) zeigten sich in Bestform, beim ersten Turnierauftritt seit der missglückten Kür bei den Europameisterschaften erhielten sie eine Wertung von 84,470 Prozent. Hesters frühere Schülerin, die nun auf seine Vermittlung in den Niederlanden lebende Charlotte Fry, brachte den 10-jährigen Rapphengst Everdale an den Start. Bei dessen erster Grand Prix Kür seit sieben Monaten wurde eine neue Bestwertung errungen, über 82 Prozent brachten Platz drei. Als Schlussstarter ging Frederic Wandres mit Duke of Britain ins Viereck. Auch das Vorjahressiegerpaar konnte eine neue Bestleistung aufstellen, aufgrund der starken Konkurrenz reichte es jedoch nur zu Rang vier.
|   | Reiter             | Pferd     | Prozent  | Wertungs- punkte |
| - | ------------------ | --------- | -------- | ---------------- |
| 1 | Charlotte Dujardin | Freestyle | 87,520 % | 20               |
| 2 | Carl Hester        | Delicato  | 84,470 % | 17               |
| 3 | Charlotte Fry      | Everdale  | 82,620 % | 15               |

(Plätze eins bis drei von insgesamt 15 Teilnehmern)

### Mechelen
Am letzten Wochenende des Jahres 2019 stand die Weltcupetappe von Mechelen auf Programm. Das Turnier Jumping Mechelen - Vlaanderens Kerstjumping, welches in der Nekkerhal ausgetragen wurde, fand wie jedes Jahr vom 26. bis 30. Dezember statt. Die Weltcupkür wurde am Nachmittag des Turniersonntags (29. Dezember) durchgeführt.
Im Jahr 2019 umfasste das Starterfeld der Kür von Mechelen nur ein Teilnehmerpaar aus den Top 30 der Weltrangliste. Somit hatten neue Paare auf Grand-Prix-Niveau sowie Paare aus der zweiten Reihe die Chance, in den Vordergrund zu treten. Die Niederländerin Thamar Zweistra konnte sich mit ihrem Hengst Double Dutch gegenüber London nochmals steigern und erhielt eine Endwertung von 77,185 Prozent. Der 22-jährige Spanier Juan Matute Guimón zeigte den besten Ritt der ersten Hälfte des Starterfeldes. Mit seinem 13-jährigen Hannoveraner Quantico konnte er sich gegenüber seinem Kürritt eine Woche zuvor in Frankfurt deutlich steigern, beide überschritten erstmals in einer Grand Prix Kür die 80-Prozent-Marke. Der einzige deutsche Starter Frederic Wandres leistete sich mit seinem „Zweitpferd“ Westminster in den Zweierwechseln Fehler, 74,360 Prozent reichten nur für Rang zehn.
Die Vorjahresdritte Maria Caetano und ihr Lusitanoschimmel Coroado kamen auch 2019 knapp über 80 Prozent, sie gingen zunächst in Führung. Als Favoritin ging Emmelie Scholtens mit ihrem Rappen Desperado an den Start. Nachdem beide vier Wochen zuvor in Stockholm bereits eine neue individuelle Bestleistung von 83,045 Prozent erzielt hatten, konnten beide diesen Wert in Mechelen nochmals übertrumpfen: Unter anderem mit zwei 10er-Noten für den starken Schritt kamen sie auf 85,075 Prozent, was ihnen den klaren Sieg einbrachte.
|   | Reiter             | Pferd     | Prozent  | Wertungs- punkte |
| - | ------------------ | --------- | -------- | ---------------- |
| 1 | Emmelie Scholtens  | Desperado | 85,075 % | 20               |
| 2 | Maria Caetano      | Coroado   | 80,940 % | 17               |
| 3 | Juan Matute Guimón | Quantico  | 80,510 % | 15               |

(Plätze eins bis drei von insgesamt 15 Teilnehmern)

### Amsterdam
Im Messezentrum Amsterdam RAI in Amsterdam fand die erste Wertungsprüfung im Jahr 2020 statt. Diese war Teil des Turniers Jumping Amsterdam, welches vom 23. bis 26. Januar 2020 durchgeführt wurde.
Das Teilnehmerfeld der Weltcupkür war hochklassig besetzt: Sieben der 15 Teilnehmerpaare zählten zu den Top 25 der Weltrangliste, alle Weltcupfinalsieger der Jahre 2010 bis 2019 waren am Start. Dies zeigte sich auch im Ergebnis, acht Reiter erzielten mit ihren Pferden ein Ergebnis von über 80 Prozent.
In der ersten Hälfte des Starterfeldes errang Helen Langehanenberg das klar beste Ergebnis, zusammen mit Damsey FRH wurde sie mit 84,380 Prozent bewertet, am Ende Platz fünf. Dorothee Schneider mit Sammy Davis Jr. und Hans Peter Minderhoud mit Dream Boy überschritten deutlich die 80-Prozent-Marke, reihten sich aber hinter Langehanenberg ein (Plätze sieben und sechs). Edward Gal brachte in Amsterdam den Hengst Zonik an den Start, mit dem er 2019 nur zwei internationale Turniere bestritten hatte. Mit 9er-Noten in den Traversalen, im starken Trab, aber auch im starken Schritt konnten das Paar ihr Ergebnis von den Europameisterschaften nochmals übertreffen und kam auf über 85 Prozent.
Isabell Werth dominierte seit ihrem ersten gemeinsamen Auftritt mit Weihegold im Januar 2016 den Weltcup von Amsterdam, gewann hier vier Mal in Folge. Auch im Januar 2020 konnten Reiterin und Pferd wieder glänzen, mit über 90 Prozent setzten sie sich klar in Führung. Doch dieses Mal war der (fünfte) Sieg alles andere als klar: Charlotte Dujardin leistete sich mit ihrer Hannoveraner Stute Freestyle ebenso keine Schwächen. Ein Richter wertete Dujardin höher als Werth, im Gesamtergebnis aller fünf Richter kam sie auf 89,505 Prozent.
Die Sieger aus Mechelen, Emmelie Scholtens und Desperado, leisteten sich in Amsterdam Schwachpunkte im versammelten Schritt und insbesondere in den Zweierwechseln, mit 80,565 Prozent reichte es an diesem Tag nur für Rang acht. Als letzte Reiterin Jessica von Bredow-Werndl ihr ewiges „Zweitpferd“ Zaire (einst hinter Unee, nun hinter Dalera) an den Start. Doch die inzwischen 16-jährige Stute bestätigte, dass sie inzwischen zu den besten Dressurpferden der Welt gehört und kam zum zweiten Mal binnen zwei Monaten auf ein Ergebnis von über 85 Prozent. Für Zaire und ihre Reiterin reichte dieses Ergebnis zu Rang vier.
|   | Reiter             | Pferd         | Prozent  | Wertungs- punkte |
| - | ------------------ | ------------- | -------- | ---------------- |
| 1 | Isabell Werth      | Weihegold OLD | 90,280 % | –                |
| 2 | Charlotte Dujardin | Freestyle     | 89,505 % | 20               |
| 3 | Edward Gal         | Zonik         | 85,385 % | 17               |

(Plätze eins bis drei von insgesamt 15 Teilnehmern)

### Neumünster
Die zweite deutsche Etappe fand in den Holstenhallen von Neumünster statt: Die VR Classics wurden vom 13. bis 16. Februar 2020 ausgerichtet.
Das Starterfeld von Neumünster war an der Spitze weniger international – aus Deutschland hingegen war fast der gesamte Championatskader am Start. Aus der ersten Hälfte des Starterfeldes überwand kein Teilnehmer die 80-Prozent-Marke, doch ein Paar kam diesem bereits sehr nahe: Sönke Rothenbergers Wallach Santiano R konnte sich bei seinem vierten Weltcupstart (und seinem fünften internationalen Turnier überhaupt) gegenüber der Kür von Amsterdam deutlich steigern. In der zweiten Hälfte des Feldes gelang es Adelinde Cornelissen erstmals seit fünf Jahren, ein Ergebnis deutlich über 80 Prozent in einer Grand Prix Kür zu erreichen: Mit Einzelnoten von 7,0 bis hin zur 9,0 kam sie mit dem 16-jährigen Wallach Zephyr auf 82,150 Prozent. Ebenso ohne wirkliche Schwachpunkte, aber von den Richtern leistungsmäßig noch höher bewertet wurde Helen Langehanenberg mit dem nun 18-jährigen Hannoveraner Hengst Damsey (85,220 Prozent).
Jessica von Bredow-Werndl hatte mit ihrer Stute Dalera am Vortag die Qualifikationsprüfung mit über drei Prozent Vorsprung gewonnen. Auch in der Weltcupkür konnte die Reiterin mit ihrer Trakehner Stute glänzen: Einzig ein etwas schwächerer versammelter Schritt drückte die Note der Aufgabe, bei der die Richter etliche Male die Maximalnote 10,0 vergaben – Gesamtwertung 89,640 Prozent. Isabell Werth trat direkt nach ihr mit dem Westfalen Emilio an. Auch dieses Paar zeigte ein enorm hohes Niveau und auch sie leisteten sich Schwächen im versammelten Schritt. Die Entscheidung um den Sieg brachte Kür vor Abschluss des Kürritts ein Fehler am Ende der Einerwechsel. Hierdurch rutsche Werth in der Wertung leicht zurück und kam auf 88,450 Prozent.
Zum Abschluss brachte Benjamin Werndl sein Nachwuchs-Grand-Prix-Pferd, den 11-jährigen Famoso an den Start. Obwohl sie keine realistischen Chancen auf den Sieg hatten, verlief die Prüfung für Werndl optimal. Sein Wallach kam mit der Atmosphäre in der recht kleinen Halle von Neumünster gut zurecht: Den harmonischen und in den Lektionen fast durchgängig guten Ritt bewerteten die Richter mit 85,165 Prozent und somit mit Platz vier. Für Famoso war dies das erste Grand-Prix-Ergebnis über 80 Prozent und auch für seinen Reiter stellte diese Kür einen neuen Bestwert dar.
|   | Reiter                    | Pferd         | Prozent  | Wertungs- punkte |
| - | ------------------------- | ------------- | -------- | ---------------- |
| 1 | Jessica von Bredow-Werndl | TSF Dalera BB | 89,640 % | 20               |
| 2 | Isabell Werth             | Emilio        | 88,450 % | –                |
| 3 | Helen Langehanenberg      | Damsey FRH    | 85,220 % | 17               |

(Plätze eins bis drei von insgesamt 15 Teilnehmern)

### Göteborg
Gut zehn Monate nach dem Weltcupfinale 2019 wurde in Göteborg die vorletzte Weltcupetappe dieser Westeuropaliga-Saison durchgeführt. Ausgerichtet wurde die Göteborg Horse Show 2020 vom 19. bis 23. Februar im Scandinavium, die Weltcupkür stand bereits am Nachmittag des 22. Februar auf dem Programm.
Das Leistungsvermögen der Paare in der Grand Prix Kür von Göteborg war sehr gemischt. Nach den ersten sieben Paaren lag Natalie Oldfors mit 72,755 Prozent in Führung. Auch das achte Paar war noch zum schwächeren Teil des Starterfeldes zu zählen, die inzwischen 19-jährige Rappstute Di Lapponia T kam bei ihrem letzten Turnierauftritt zusammen mit ihrer Reiterin Paulinda Friberg auf 74,145 Prozent.
Nach Friberg trat Frederic Wandres mit seinem Fuchshengst Duke of Britain an. Mit einer Gesamtnote von 81,465 Prozent bestätigte das Paar seine starke Saisonleistung und schob sich damit den dritten Platz in der Westeuropaliga-Gesamtwertung. Auf ähnlichem Niveau präsentierten sich Charlotte Fry und ihr Wallach Dark Legend. Doch schwächere Piaffen (Durchschnittsnote 6,7) ließen sie mit 81,030 Prozent knapp hinter Wandres fallen. Cathrine Dufour wurde mit ihrem nun 17-jährigen Cassidy ihrer Favoritenrolle gerecht. Die Richter belohnten ihre Kür mit etlichen Einzelnoten von 9,0 sowie für die Galopppirouette nach rechts sogar zwei 10,0-Noten, das Gesamtergebnis von 87,860 Prozent brachte Dufour die klare Führung.
Das Überraschungspaar des Turniers waren die Schwedin Sandra Dahlin und ihre selbstgezogene 14-jährige Stute Ichi. Obwohl sich die Stute einmal erschrak, ließ sich das Paar hiervon nicht zu sehr beeindrucken. Insbesondere in den Galopptour und in der Piaffe-Passage-Tour überzeugten beide (Einzelnoten bis hin zur 9,0), was ihnen eine Wertung von 79,845 Prozent und damit wie bereits im Grand Prix de Dressage Platz fünf einbrachte. Für die Schülerin von Kyra Kyrklund und ihr Pferd, die erst im Frühjahr 2019 ihr Grand-Prix-Debüt bestritten hatten, war dies mit Abstand die beste Wertung ihrer internationalen Turniersportkarriere.
Der Ritt von Benjamin Werndl und dem Rappwallach Daily Mirror bildete den Abschluss der Kür von Göteborg. Auch diesem Paar glückte eine neue Bestwertung. So gelang die Piaffe, bei der sie bei vorherigen Turnieren Punkte liegen gelassen hatten, in Göteborg deutlich besser (Durchschnittsnote: 7,5). Mit 86,170 Prozent reihte Werndl sich hinter Cathrine Dufour auf Rang zwei ein.
|   | Reiter           | Pferd           | Prozent  | Wertungs- punkte |
| - | ---------------- | --------------- | -------- | ---------------- |
| 1 | Cathrine Dufour  | Cassidy         | 87,860 % | 20               |
| 2 | Benjamin Werndl  | Daily Mirror    | 86,170 % | 17               |
| 3 | Frederic Wandres | Duke of Britain | 81,465 % | 15               |

(Plätze eins bis drei von insgesamt 13 Teilnehmern)

### ’s-Hertogenbosch (abgesagt)
Die letzte Wertungsprüfung sollte im Rahmen des Turniers The Dutch Masters – Indoor Brabant, welches vom 12. bis 15. März 2020 terminiert war, durchgeführt werden. Aufgrund der COVID-19-Pandemie sollte das Turnier mit begrenzter Zuschauerzahl bzw. ohne Zuschauer durchgeführt werden. Wenige Stunden vor Beginn der ersten Prüfung wurde die Veranstaltung dann komplett abgesagt.

## Gesamtwertung
Die Gesamtwertung diente der Ermittlung, welche neun Reiter aus den Staaten im Bereich der Westeuropaliga sich für das Weltcupfinale qualifiziert hätten. Pro Reiter gingen hierbei die besten vier Platzierungen für die Gesamtwertung ein.
Weitere Reiter aus anderen Staaten hätten sich über die Westeuropaliga für das Weltcupfinale qualifizieren können, soweit sie im Gebiet der Westeuropaliga wohnhaft waren.
Für die Reiter bestand zusätzlich die Möglichkeit, in der Zentraleuropaliga und in der Nordamerikaliga des Dressur-Weltcups Punkte zu sammeln (siehe „weitere“ in der nachfolgenden Tabelle). Als Weltcupfinalsiegerin der Vorsaison wäre Isabell Werth bereits für das Finale vorqualifiziert gewesen. Sie konnte daher in dieser Saison keine Wertungspunkte sammeln.
Aufgrund des Weltcupreglements wären pro Nation beim Weltcupfinale nur drei Reiter zulässig gewesen.
|    | Reiter                    | Herning | Lyon | Stuttgart | Madrid | Salzburg | London | Mechelen | Amsterdam | Neumünster | Göteborg | ’s-Hertogen- bosch | weitere  | Wertungs- punkte |
| -- | ------------------------- | ------- | ---- | --------- | ------ | -------- | ------ | -------- | --------- | ---------- | -------- | ------------------ | -------- | ---------------- |
| 1  | Jessica von Bredow-Werndl | —       | (11) | 20        | —      | —        | —      | —        | 15        | 20         | —        |                    | 17       | 72               |
| 2  | Benjamin Werndl           | 17      | —    | (13)      | —      | 20       | —      | —        | —         | 15         | 17       |                    | (13)     | 69               |
| 3  | Frederic Wandres          | —       | 17   | (11)      | —      | —        | 13     | (7)      | —         | —          | 15       |                    | 20       | 65               |
| 4  | Helen Langehanenberg      | 15      | —    | 17        | —      | 15       | —      | —        | (13)      | 17         | —        |                    | (13)     | 64               |
| 5  | Charlotte Dujardin        | —       | 20   | —         | —      | —        | 20     | —        | 20        | —          | —        |                    | —        | 60               |
| 6  | Hans Peter Minderhoud     | (11)    | 15   | —         | 15     | —        | —      | —        | 12        | —          | —        |                    | 17       | 59               |
| 7  | Morgan Barbançon          | —       | (9)  | —         | 13     | 13       | —      | 13       | —         | —          | —        |                    | 15 + (8) | 54               |
| 8  | Juan Matute Guimón        | —       | 8    | —         | 10     | —        | —      | 15       | —         | —          | —        |                    | 17       | 50               |
| 8  | Charlotte Fry             | —       | —    | 10        | —      | —        | 15     | 12       | (9)       | —          | 13       |                    | —        | 50               |
| 10 | Dorothee Schneider        | —       | —    | 15        | 20     | —        | —      | —        | 11        | —          | —        |                    | —        | 46               |
| 11 | Patrik Kittel             | —       | 12   | —         | —      | 11       | —      | —        | —         | —          | —        |                    | 20       | 43               |
| 11 | Emmelie Scholtens         | —       | 13   | —         | —      | —        | —      | 20       | 10        | —          | —        |                    | —        | 43               |
| 13 | Thamar Zweistra           | —       | —    | —         | —      | 13       | 7      | 9        | —         | —          | —        |                    | 12       | 40               |
| 13 | Victoria Max-Theurer      | 5       | —    | 7         | —      | 17       | —      | —        | —         | 11         | —        |                    | —        | 40               |
| 13 | Cathrine Dufour           | 20      | —    | —         | —      | —        | —      | —        | —         | —          | 20       |                    | —        | 40               |

(Plätze eins bis 13)

## Weltcupfinale (abgesagt)
Für die Saison 2019/2020 bewarb sich Las Vegas erfolgreich als Austragungsort des Weltcupfinals. Für Las Vegas sollte es das fünfte Dressur-Weltcupfinale werden, erstmals fand dieses 15 Jahre zuvor dort statt. Mitte März 2020 wurde das Finale vorsorglich aufgrund der COVID-19-Pandemie abgesagt.